# Михайловский сельсовет (Благовещенский район)
Миха́йловский сельсове́т — муниципальное образование со статусом сельского поселения в составе Благовещенского района Амурской области. 
Административный центр — село Михайловка.

## История
История поселения начинается с основания в 1859 году станицы Екатерининской (совр. Михайловка), названной по имени Екатерины Михайловны Буссе, супруги первого губернатора Амурской области Николая Васильевича Буссе
Ещё два селения на территории современного сельсовета появились на правом берегу реки Грязнушки в 1869 году — деревня Михайловка Амурско-Зейской волости, основанная переселенцами Воронежской губернии и деревня Грязнушка, основанная переселенцами из Енисейской губернии. 
В 1938 году был образован Михайловский сельсовет.
21 сентября 2005 года в соответствии с Законом Амурской области № 51-ОЗ муниципальное образование наделено статусом сельского поселения.

## Население
| 2002 | 2010 | 2011 | 2012 | 2013 | 2014 | 2015 |
| ---- | ---- | ---- | ---- | ---- | ---- | ---- |
| 993  | ↘901 | ↗904 | ↘897 | ↘889 | →889 | ↗914 |
| 2016 | 2017 | 2018 | 2019 | 2020 | 2021 |      |
| ↘904 | ↗913 | ↘906 | ↘896 | ↘867 | ↘630 |      |

## Состав сельского поселения
| № | Населённый пункт | Тип населённого пункта       | Население |
| - | ---------------- | ---------------------------- | --------- |
| 1 | Грязнушка        | село                         | ↗319      |
| 2 | Михайловка       | село, административный центр | ↘587      |